# Chust (Uzbekistan)
Chust (ros. Чуст) – miasto w Uzbekistanie, w wilajecie namangańskim. W 2007 r. miasto to zamieszkiwało 66 934 osób.